# Maurice Curie
Pour les autres membres de la famille, voir Famille Curie.
Maurice Curie, né le 12 octobre 1888 à Paris et mort le 2 septembre 1975 à Bourg-la-Reine, est un physicien français.

## Biographie
Maurice est le fils de Jacques Curie et le neveu de Pierre Curie.
Il travaille avec Marie Curie en 1913-1914 dans le Laboratoire Curie de la rue Cuvier, et pendant toute la Première Guerre mondiale, il correspond avec elle. Il passe douze mois au front avant 1917, principalement dans les environs de Verdun.
Il est professeur de physique à la Sorbonne et à l'Institut de biologie physico-chimique (IBPC).
Son fils est le physicien Daniel Curie (1927-2000).

## Œuvres
- Recherches sur la photoluminescence, Paris, Presses universitaires de France, 51 pages, 1923. – Thèse de la Faculté des sciences de l'Université de Paris, doctorat ès sciences physiques.
- Le radium et les radio-éléments, coll. « Encyclopédie Minière et Métallurgique », Corbeil, Crété, et Paris, J-B Baillière, 354 pages, 1925, préface de Marie Curie.
- Luminescence des corps solides, Fontenay-aux-Roses, Presses universitaires de France, 147 pages, 1934.
- Nécessaire mathématique, avec Maurice Prost, coll. « Actualités Scientifiques et Industrielles », no 502, Saint-Amand, Bussière, et Paris, Hermann et Cie, 116 pages, 1937.
- Fluorescence et phosphorescence, Paris, Hermann, 212 pages, 1946.
- Physique, Paris, C. Hermant, s. d., 2 volumes, 522 pages ; rééd., 1953.
- Questions actuelles en luminescence cristalline, avec Daniel Curie, Paris, Éditions de la "Revue d'optique théorique et instrumentale", 86 pages, 1956.
- Précis de physique, Paris, Presses universitaires de France, 2 volumes : volume 1, 342 pages, 1961 ; volume 2, 312 pages, 1962.